# Mercedes-Benz Vision R
Le Mercedes-Benz Vision R est un concept car de Mercedes-Benz présenté en septembre 2004 et ensuite entré en production en série sous le nom de Mercedes-Benz Type 251.

## Présentation
Le modèle est un développement ultérieur des Mercedes-Benz Vision GST et Mercedes-Benz Vision GST 2. Il a été présenté au Mondial de l'Automobile de Paris à l'automne 2004. Le véhicule est destiné à «combiner différents concepts de véhicules» – comme une berline sportive, un break, un monospace et un Sport utility vehicle (véhicule utilitaire sportif en Français ou abrégé en SUV). Selon Daimler, «le véhicule se caractérise par sa taille, son espace et sa fonctionnalité et est destiné à répondre à des attentes élevées en termes de performances et de dynamique de conduite».

## Caractéristiques
Le modèle était équipé d'un moteur Diesel six cylindres d'une cylindrée de 3 000 centimètres cubes. Selon le constructeur, le moteur était un «prototype d’un nouveau moteur diesel V6 à injection directe à rampe commune et turbocompresseur variable». La puissance du moteur était transmise aux quatre roues via une transmission automatique à sept rapports.
Le véhicule est une variante du Vision GST 2 pour le marché européen et se distingue du Vision GST 2 par son empattement plus court de 23,5 centimètres (2,98 mètres au total). Le couple maximal est de 510 Newton mètres et la consommation de carburant est inférieure à neuf litres aux 100 kilomètres.
Le modèle est un 4+2 places et l'espace «devrait dépasser celui d'une berline de luxe». L'intérieur est principalement composé de cuir, avec des éléments décoratifs en bois de frêne et en aluminium.